# Cholodilnik
Cholodilnik (azbukou Холоди́льник) je vyhaslá sopka v Přímořském kraji Ruska. Je vysoká 257 metrů a je nejvyšším bodem na území města Vladivostok. Patří k nejjižnějším výběžkům pohoří Sichote-Aliň.
Původně se jmenovala Hora Muravjova-Amurského a v roce 1899 na ní byla vybudována stejnojmenná pevnost. V letech 1911 až 1914 byly pod pevností zřízeny sklepy využívané k chlazení strategických zásob potravin a hora dostala současný název, který v překladu znamená „lednička“.
Hora je oblíbeným cílem výletů, provozuje se zde lyžování, jízda na horských kolech a paragliding. Byly na ní také vybudovány dvě telekomunikační věže. Nachází se zde pramen pitné vody.
Místo je vyhledáváno také díky častým hlášením o výskytu paranormálních jevů.
Cholodilnik je součástí památkově chráněného komplexu opevnění města. V lokalitě se plánuje rozsáhlá bytová výstavba, která by vedla k likvidaci památkové zóny.